# 権応銖
権 応銖（クォン・ウンス、けん おうしゅ、1546年 - 1608年）は、李氏朝鮮中期の武臣。字は仲平、号は白雲斎、諡は忠毅。本貫は安東権氏。慶尚道永川の出身。
1584年、別試武科に丙科105位、全体122位で合格し、訓錬院副奉事に任命され、北辺守備に携わった。
1592年、文禄・慶長の役では慶尚左道水軍節度使朴泓の旗下にいた。途中で帰郷し、義兵を起こし、霊泉村を奪還して兵馬虞候になった。しかし、慶尚左道兵馬節度使朴振らと慶州奪還を試み、敗れた。
以後聞慶の唐橋戦闘でも倭軍を撃破し、慶尚道兵馬節度使兼防禦使となり、1594年には忠清道防禦使となった。1597年の丁酉倭乱では慶州を防衛した。
戦後、1599年に密陽府使になり、1604年には戦務功臣二等で花山君に封じられ、都摠管を兼ねた。1606年に慶尚道防禦使、1608年、南営将も兼ねた。
死後左参賛に追贈され、新寧の敬徳祠に祭祀された。文集に『白雲斎実記』がある。